# アールスメール
アールスメール（オランダ語: Aalsmeer [aːlsˈmeːr] ( 音声ファイル)）は、オランダの北ホラント州にある基礎自治体（ヘメーンテ）、町。地名はオランダ語でウナギを意味する aal と、湖を意味する meer に由来する。
首都アムステルダムの南西13kmに位置し、ランドスタット最大のヴェスティンデル湖とリンフファールト運河に面する。世界最大の花市場であるアールスメール花市場やたいへんな数の苗床、実験施設があることからしばしば「世界の花の都」と呼ばれる。
アールスメール、クデルスタールト、オースティンデの各市町村とカルスラーヘンの村落から、ヘメーンテとしてのアールスメールが構成される。

## 歴史

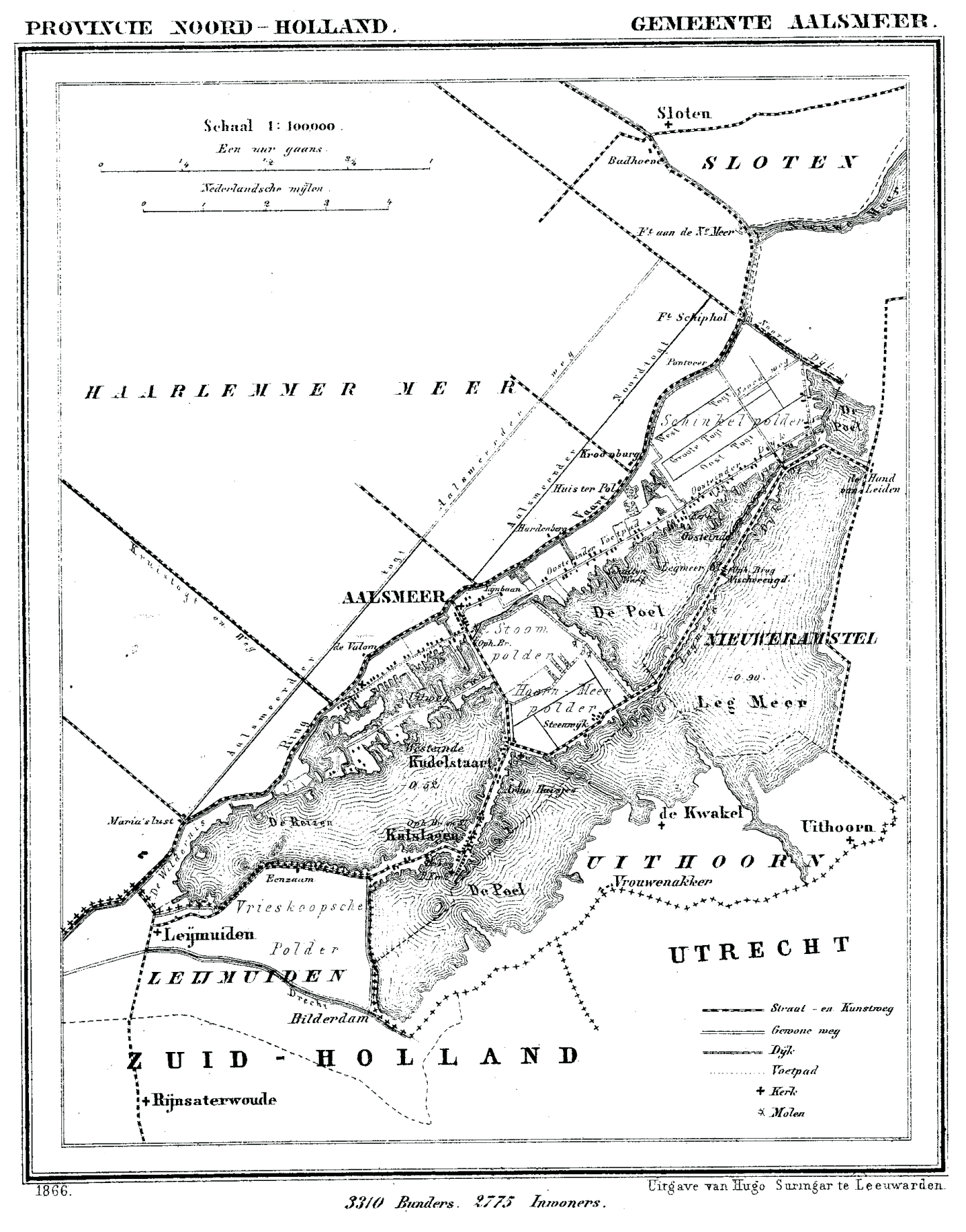
1866年の地図

1133年の文献に“Alsmar”がレインスブルフの修道院に与えられたとあり、1199年にディーデリック7世ファン・クレーフがこれを正式に承認した。かつてはハンノキとヤナギが茂る荒地であった。
かつて一帯では泥炭の採掘跡に水がたまり、オースティンデル池、スヒンケル池、ストム湖、ホルン湖、レフ湖、ヴェスティンデル沼などの湖があったが、農業に適した土地を求めて次々と干拓された。まず1650年にストム湖を、1674年にホルン湖を、1852年には市街に隣接したハールレム湖が埋め立てられ、ハーレマーメールの街ができた。後にスヒンケル池、オースティンデル池、レフ湖も埋め立てられた。泥炭はもはや掘られなくなり、漁業も退廃した。干拓地ではイチゴなどの園芸作物が栽培され、1850年から1885年ごろにピークを迎えた。アールスメールの旗の赤はイチゴの果肉を、緑は葉を、黒は土壌をそれぞれ表している。花きは1880年ごろの温室バラ栽培から始まった。これら農産物は業者の手でアムステルダムの市場まで船で運ばれていたが、後にアールスメールのカフェでセリが行われるようになった。1912年には中心街のアールスメール中央市場と東部のブルーメンルストの二箇所の市場があった。

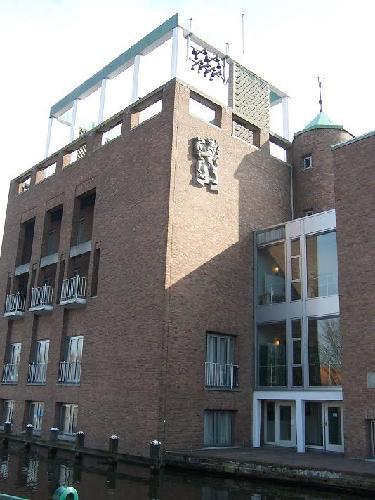
町役場

第二次世界大戦中は狂信的なナチズム主義者の市長と一握りのファシスト支持者に支えられ、ナチスからの信頼を得た。ドイツ国防軍のオランダ最高司令官、フリードリッヒ・クリスチャンセンもよく訪れた。終戦後はナチスを支持した市民が裁判にかけられ、その数は100件にも及んだ。
1950年には1万2500人の人口を数えた。1968年に前述の2箇所の市場が合併し、アールスメール花市場となった。1972年には南部に新しい市場が完成し、1999年に拡張された。

## 行政
市議会の定数は23である。直近の2022年の選挙をうけた、会派別の議席数は次の通り。
- キリスト教民主アピール (CDA) - 6議席
- アブソルート・アールスメール (AA) - 6議席
- 自由民主国民党 (VVD) - 5議席
- 民主66 (D66) - 3議席
- フルンリンクス (GL) - 2議席
- 労働党 (PvdA) - 1議席

## 公共交通
バスステーションには下記の路線が停留する。

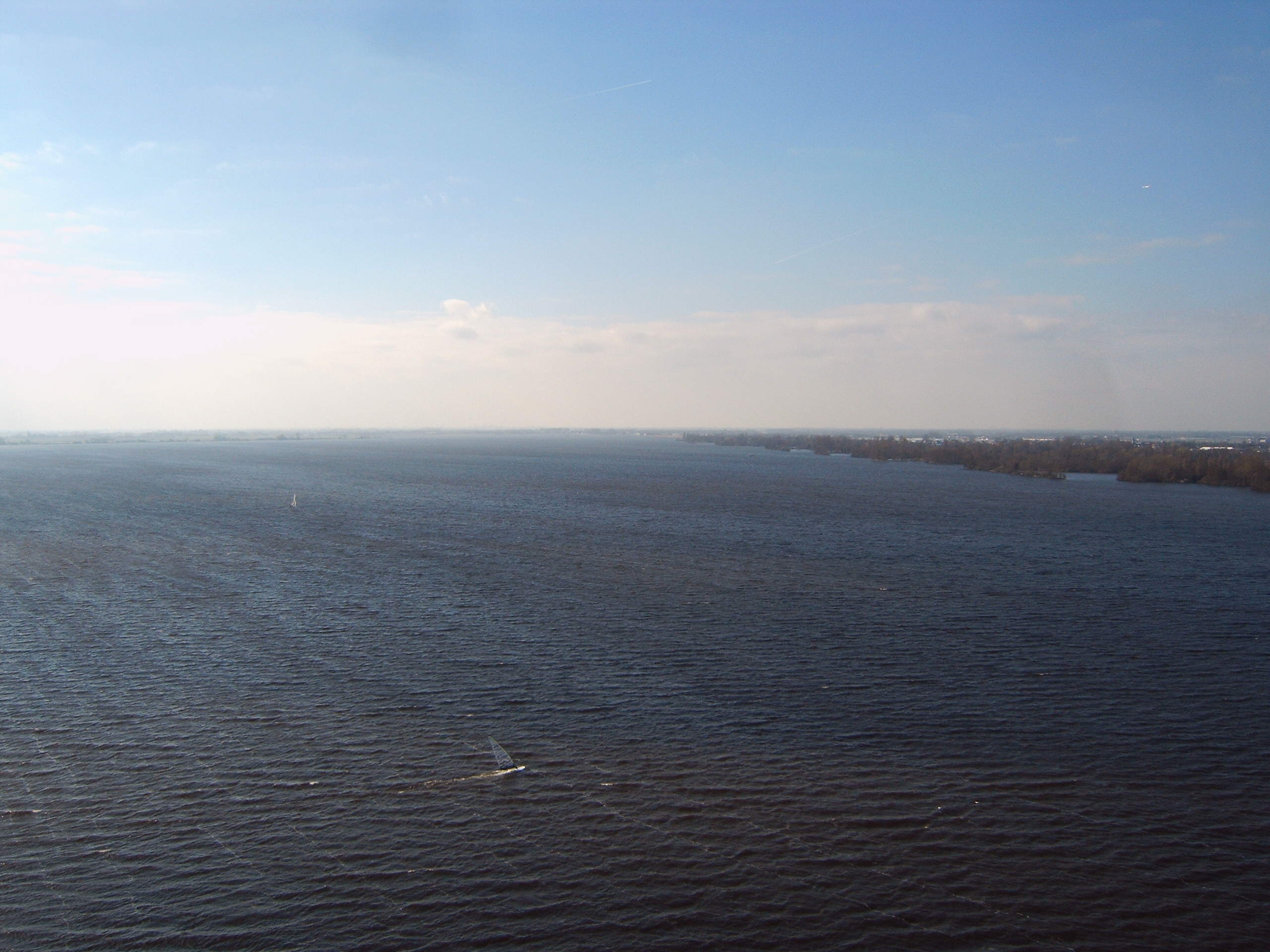
アールスメール給水塔の頂上から見たヴェスティンデル湖

- 140号線 アウトホールン - アールスメール - ホーフトドルプ駅 - ホーフトドルプ - ヘームステーデ - ハールレム - ハールレム駅
- 171号線 クーデルスタールト - アールスメール - ボーフェンケルク - アムステルフェーン - アムステルダム南駅
- 172号線 クーデルスタールト - アールスメール - アムステルフェーン - アムステルダム中心街 - アムステルダム中央駅
- 178号線 アールスメール - アールスメールデルブルフ - レイセンハウト - ホーフトドルプ駅 - ホーフトドルプ
- 188号線 アウトホールン - アールスメール - アムステルダム・スキポール空港
- 198号線 アールスメール - スキポール空港
- N72号線 - スキポール空港 - アールスメール - アウトホールン - アムステルフェーン - アムステルダム中心街 - アムステルダム中央駅（夜間運行）

これらの路線はいずれも運行間隔が30分以内で、便数は多い。

## 経済

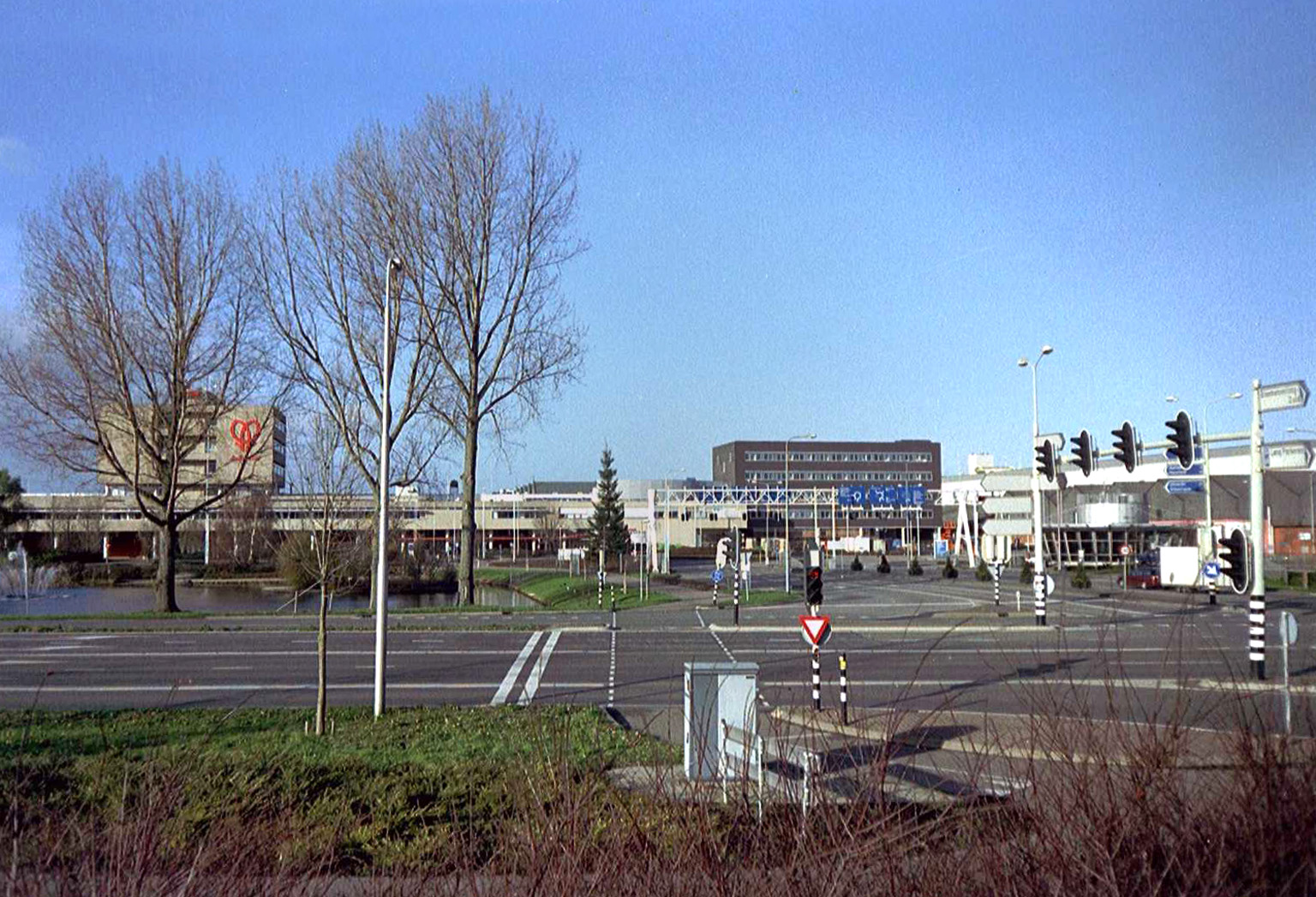
花市場

アールスメール花市場は2008年1月1日にナールドヴェイクとレインスブルフの統合花市場と合併し、フローラ・ホーラントという花き取引企業を設立した。同社社屋の延べ床面積は99万9000平方メートルで、世界最大の商用建築物となっている。スキポール空港にも近く、世界各地から生産者が訪れる。
花きの旧中央市場には現在、エンデモールというテレビ局の支局が置かれており、ブルーメンルストの建物はスポーツ、イベント、会議の多目的施設になっている。

## 文化

### イベント
アールスメールには、年に一度のイベントや祭りが多い。このうち最も有名なイベントといえば、毎年9月の第一土曜日に催されるブルーメンコルソ（花のパレード）であったが、開始から60年後の2007年で最後となった。この他に9月の第二週の「プラメンラーセ」や、6月の「バンジェサフォント」（バンドの夜）がある。

## ゆかりの人物
出身有名人
- ヤックエス・ファン・トール（1897年 - 1969年） 作家
- ヨハネス・ファーケ・ベルフーフ（1903年 - 1994年） 建築家
- ヤン・ヴィレム・デ・パウス（1920年 - 1996年） 政治家
- テオドール・ファン・ハウテン（1952年 - ） 作家、ジャーナリスト
- ペーテル・R・デ・フリース（1956年 - ） ジャーナリスト

現在住んでいる人物
- ヘラールト・ヨリンフ（1960年 - ） 歌手
- ボプ・デ・ヨンフ（1976年 - ） スピードスケート選手
- フランス・ムルデル（1953年 - ） 俳優
- マリアンネ・ファン・ヴェインコープ - 女優
- ボニー・シント・クライレ（1949年 - ） 歌手
- ライドバック・ルッケ（1976年 - ） DJ